# Apocalypsis velox
Apocalypsis là một chi bướm đêm thuộc họ Sphingidae, chỉ có một loài Apocalypsis velox, được tìm thấy ở đông bắc Ấn Độ và tây nam Trung Quốc đến miền bắc Việt Nam.

## Sự miêu tả
Sải cánh dài khoảng 136 mm. Kiểu cánh trước giống của loài Euryglottis aper.

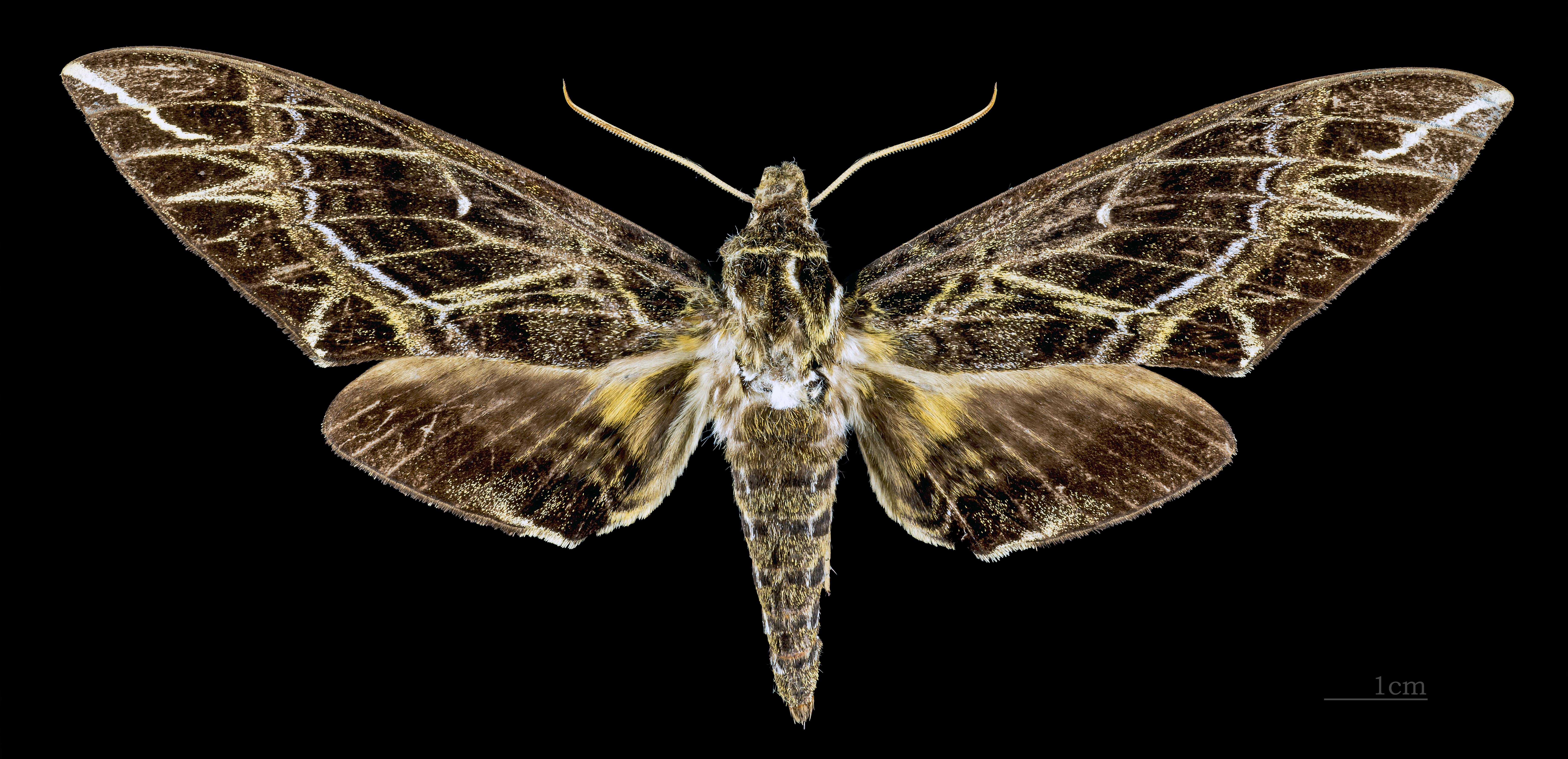
Apocalypsis velox ♀
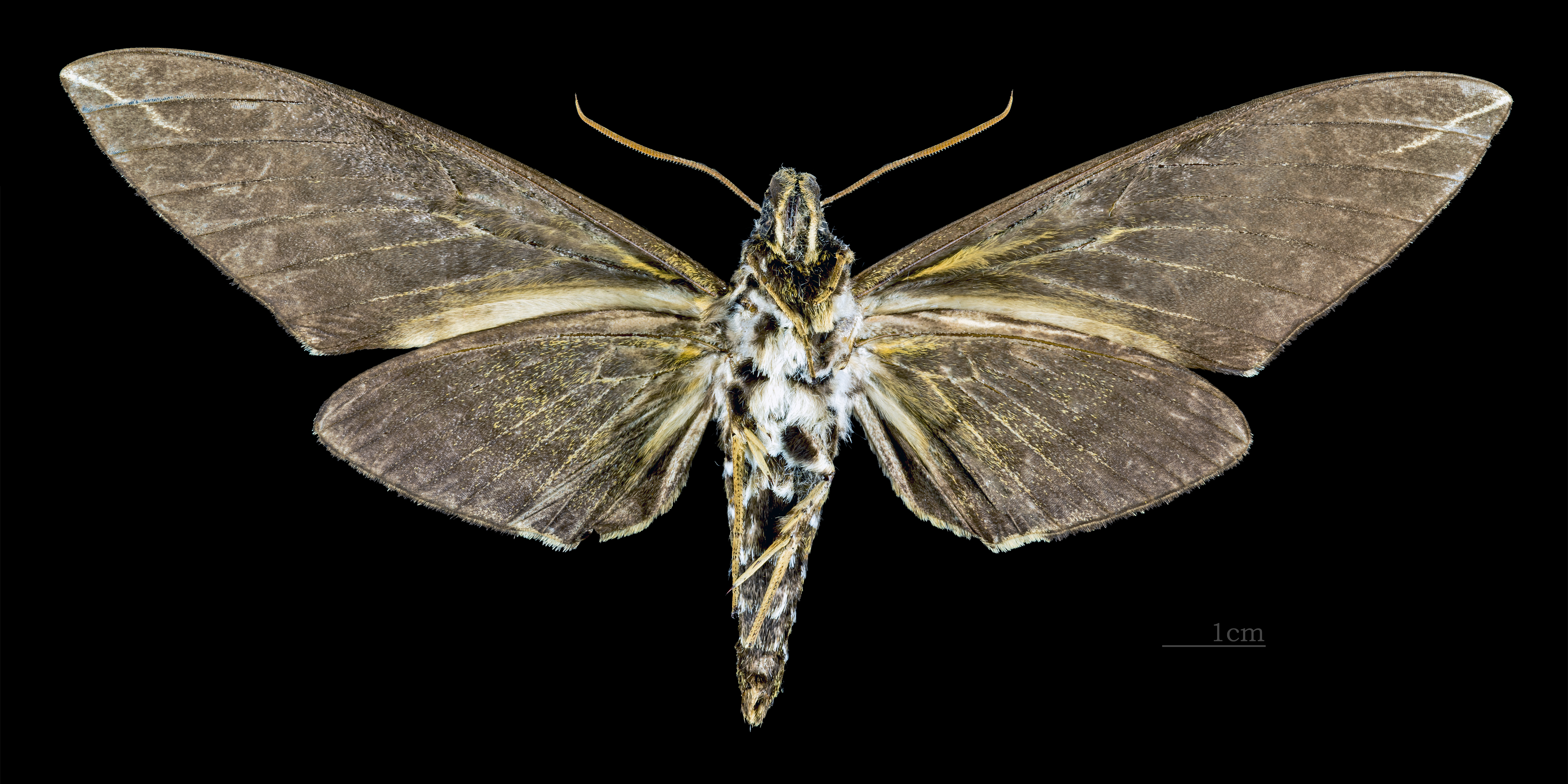
Apocalypsis velox ♀ △

## Sinh học
Ấu trùng ăn Callicarpa arborea ở Ấn Độ